# Aiziritze-Gamue-Zohazti
Aiziritze-Gamue-Zohazti (en francès i oficialment Aïcirits-Camou-Suhast), és una comuna de la Baixa Navarra, un dels set territoris del País Basc, al departament dels Pirineus Atlàntics i a la regió de la Nova Aquitània. Limita amb les comunes d'Arboti-Zohota al nord-est, Gabadi al nord-oest, Arberatze-Zilhekoa a l'est, Amendüze-Unaso a l'ouest, Behaskane-Laphizketa i Donapaleu al sud.

## Demografia
| 1901 | 1962 | 1968 | 1975 | 1982 | 1990 | 1999 |
| --- | ---- | ---- | ---- | ---- | ---- | ---- |
| 240 | 413  | 397  | 564  | 531  | 531  | 559  |
| A partir de 1962, el cens té en compte la població resident definida com a "Population sans doubles comptes" per l'INSEE |      |      |      |      |      |      |

## Administració
| Data d'elecció                               | Identitat | Qualitat |
| -------------------------------------------- | --------- | -------- |
| Les dades anteriors a 1995 no són conegudes. |           |          |
| 1995                                         | Guy Enéco |          |
| 2001                                         | Guy Enéco |          |